# Квадратна антипризма
Квадра́тна антипри́зма (антикуб) — призматоїд, у якого дві паралельні грані (основи) — рівні між собою квадрати, а решта 8 граней (бічні грані) — правильні трикутники.
Також, квадра́тна антипри́зма — чотирикутна рівностороння антипризма. Квадратні грані основ повернені одна відносно іншої на кут 45°.
Цей многогранник є напівправильним многогранником або однорідним многогранником.
А також є другим многогранником у нескінченному ряду однорідних антипризм.
Якщо вісім точок розмістити на сфері з метою максимізації відстаней між ними в певному сенсі[уточнити], фігура, що вийшла, відповідає швидше квадратній антипризмі, ніж кубу. Специфічні методи розподілу точок включають, наприклад, задачу Томсона (мінімізація суми величин, обернених до відстаней між точками), максимізацію відстаней від точки до найближчої або мінімізацію суми всіх обернених квадратів відстаней між точками.

## Формули
Квадратна антипризма має 12 діагоналей: 4 граневих та 8 просторових.
Якщо квадратна антипризма має ребро довжиною {\displaystyle a}, то довжина граневої діагоналі дорівнює {\displaystyle {\sqrt {2}}\ \cdot a\approx 1,4142\cdot a};
довжина просторової діагоналі дорівнює {\displaystyle {\sqrt {{\sqrt {2}}+1}}\ \cdot a\approx 1,5538\cdot a}.
Радіус описаної сфери:
{\displaystyle R={\frac {1}{4}}\cdot {\sqrt {4+\csc ^{2}({\frac {\pi }{8}})}}\cdot a={\frac {1}{4}}\cdot {\sqrt {2\cdot (4+{\sqrt {2}})}}\cdot a\approx 0.822664388\cdot a}
Радіус напіввписаної сфери (дотична до ребер многогранника):
{\displaystyle \rho ={\frac {1}{4}}\cdot \csc({\frac {\pi }{8}})\cdot a={\frac {1}{4}}\cdot {\sqrt {2\cdot (2+{\sqrt {2}})}}\cdot a\approx 0.653281482\cdot a}
Об'єм правильної квадратної антипризми з довжиною ребра {\displaystyle a} обчислюють за такою формулою:
{\displaystyle V={\frac {4{\sqrt {4\cos ^{2}{\frac {\pi }{8}}-1}}\sin {\frac {3\pi }{8}}}{12\sin ^{2}{\frac {\pi }{4}}}}\cdot a^{3}={\frac {1}{3}}{\sqrt {4+3{\sqrt {2}}}}\cdot a^{3}\approx 0.956999981\cdot a^{3}} ,
а площа поверхні :
{\displaystyle S={\frac {1}{2}}\cdot 4\left(\mathrm {ctg} {\frac {\pi }{4}}+{\sqrt {3}}\right)a^{2}=2\cdot (1+{\sqrt {3}})\cdot a^{2}\approx 5.464101615\cdot a^{2}}
(Також площу поверхні можна обчислити з урахуванням того, що розгортка складається з двох квадратів і восьми рівносторонніх трикутників).
Висота (відстань між паралельними чотирикутними гранями):
{\displaystyle H={\sqrt {1-{\frac {1}{4}}\sec ^{2}({\frac {\pi }{8}})}}\cdot a={\frac {1}{\sqrt[{4}]{2}}}\cdot a\approx 0.840896415\cdot a}
| Кути многогранника                                                                 | Кути многогранника | Кути многогранника                                         |
| ---------------------------------------------------------------------------------- | --- | ---------------------------------------------------------- |
| Двогранний кут між гранями {3} та {3}                                              | {\displaystyle \alpha =\arccos \left(-{\frac {1}{3}}\cdot \left(2{\sqrt {2}}-1\right)\right)}                                                                                   | ≈ 2.2261954369 rad ≈ 127° 33′ 5.7704608497′′               |
| Двогранний кут між гранями {3} та {4}                                              | {\displaystyle \beta =\arccos \left(-{\frac {{\sqrt {6}}-{\sqrt {3}}}{3}}\right)}{\displaystyle ={\frac {\pi }{2}}+\arctan \left({\frac {1}{2}}{\sqrt {3{\sqrt {2}}-4}}\right)} | ≈ 1.8122828829922 rad ≈ 103° 50′ 10.177725323′′            |
| Тілесний кут при вершині                                                           | | {\displaystyle \Omega \thickapprox 1.79377133260975} ср    |
| Тілесний кут, під яким квадратну грань видно з центру протилежної квадратної грані | {\displaystyle \Omega _{1}=2\pi -8\cdot \arcsin \left({\sqrt {\frac {4-{\sqrt {2}}}{7}}}\right)}{\displaystyle =2\pi -8\cdot \arctan \left({\sqrt {2-{\sqrt {2}}}}\right)}      | {\displaystyle \Omega _{1}\thickapprox 1.0570766603098} ср |
| Сферичність                                                                        | {\displaystyle \Psi ={\frac {\sqrt[{3}]{4\pi \left(4+3{\sqrt {2}}\right)}}{2\left(1+{\sqrt {3}}\right)}}}                                                                       | {\displaystyle \Psi \thickapprox 0.8594883}                |

## Молекули з квадратною антипризматичною геометрією

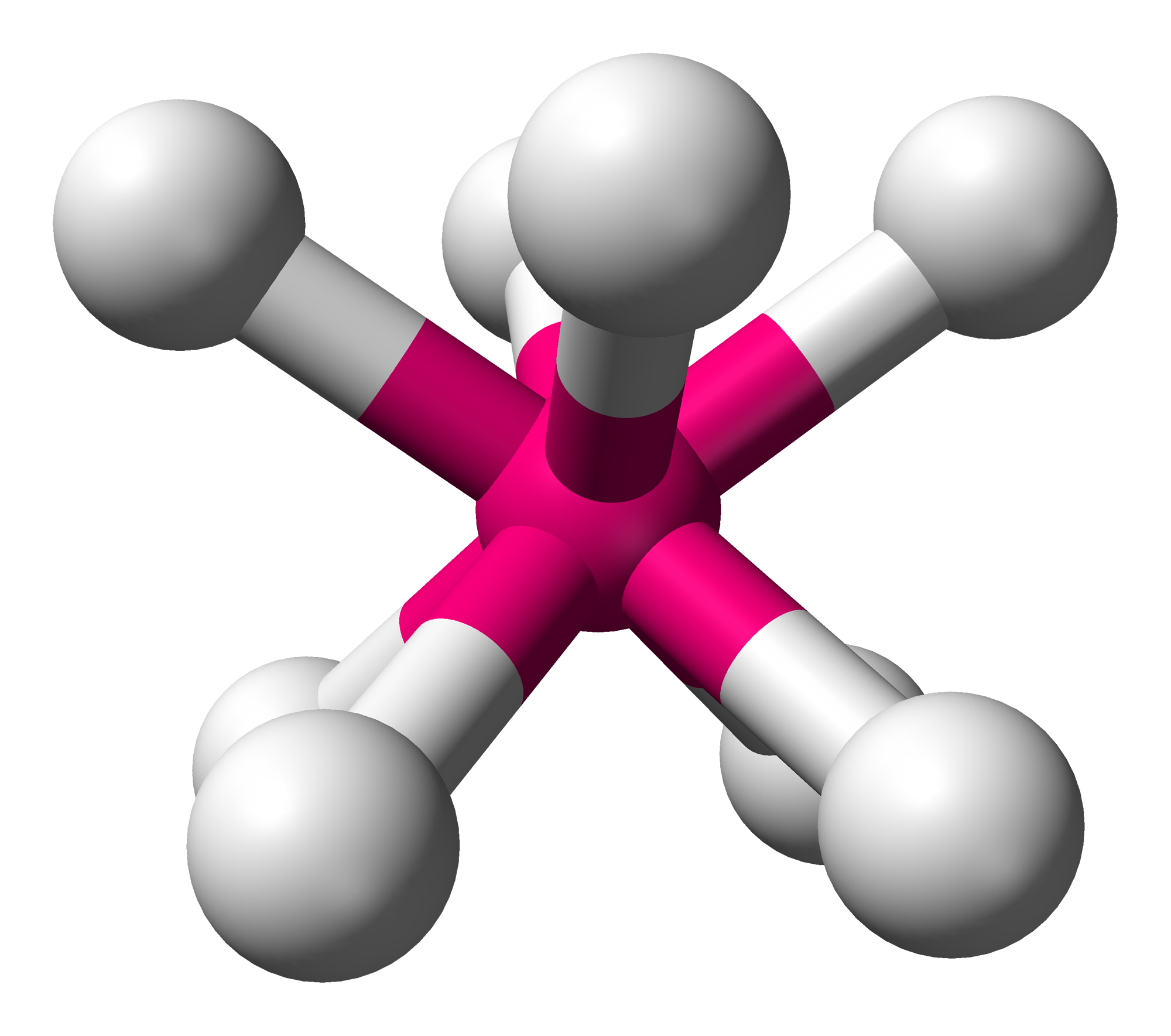
Квадратна антипризматична молекулярна геометрія

Відповідно до теорії ВЕПВО молекулярної геометрії в хімії, яка ґрунтується на принципі максимізації відстаней між точками, квадратна антипризма є найкращою геометрією, якщо вісім пар електронів оточують центральний атом. Одна з молекул з такою геометрією — йон октафтороксенату (VI) (XeF82−) у солі октафтороксенату(VI) нітрозилу. Однак ця молекула далека від ідеальної квадратної антипризми. Дуже мало йонів мають кубічну форму, оскільки така форма призвела б до сильного відштовхування лігандів. PaF83− є одним із небагатьох прикладів.
Крім того, найстійкішою алотропною формою сірки є восьмиатомні молекули S8. Молекула S8 має структуру на основі квадратної антипризми. У цій молекулі атоми займають вісім вершин антипризми, а вісім ребер між трикутниками відповідають ковалентному зв'язку між атомами сірки.

## Узагальнення

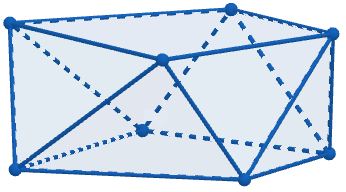
Чотирикутна антипризма

Чотирикутна антипризма — призматоїд, у якого дві паралельні грані (основи) — рівні між собою 4-кутники, а решта 8 граней (бокові грані) — різносторонні трикутники.

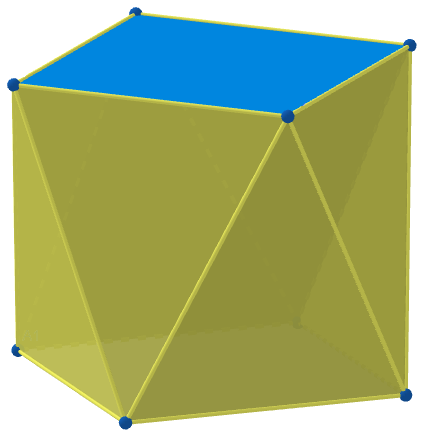
Квадратна неоднорідна антипризма

Квадратна антипризма (неоднорідна) — чотирикутна антипризма, основами якої є рівні між собою квадрати, а бокові грані — рівнобедрені трикутники.
Квадратні грані основ повернені одна відносно іншої на кут 45°.
Якщо цей кут має інше значення, многогранник правильніше називати квадратною скрученою призмою (square gyroprism). В цьому випадку бокові грані — рівні між собою різносторонні трикутники.

## Топологічно еквівалентні многогранники

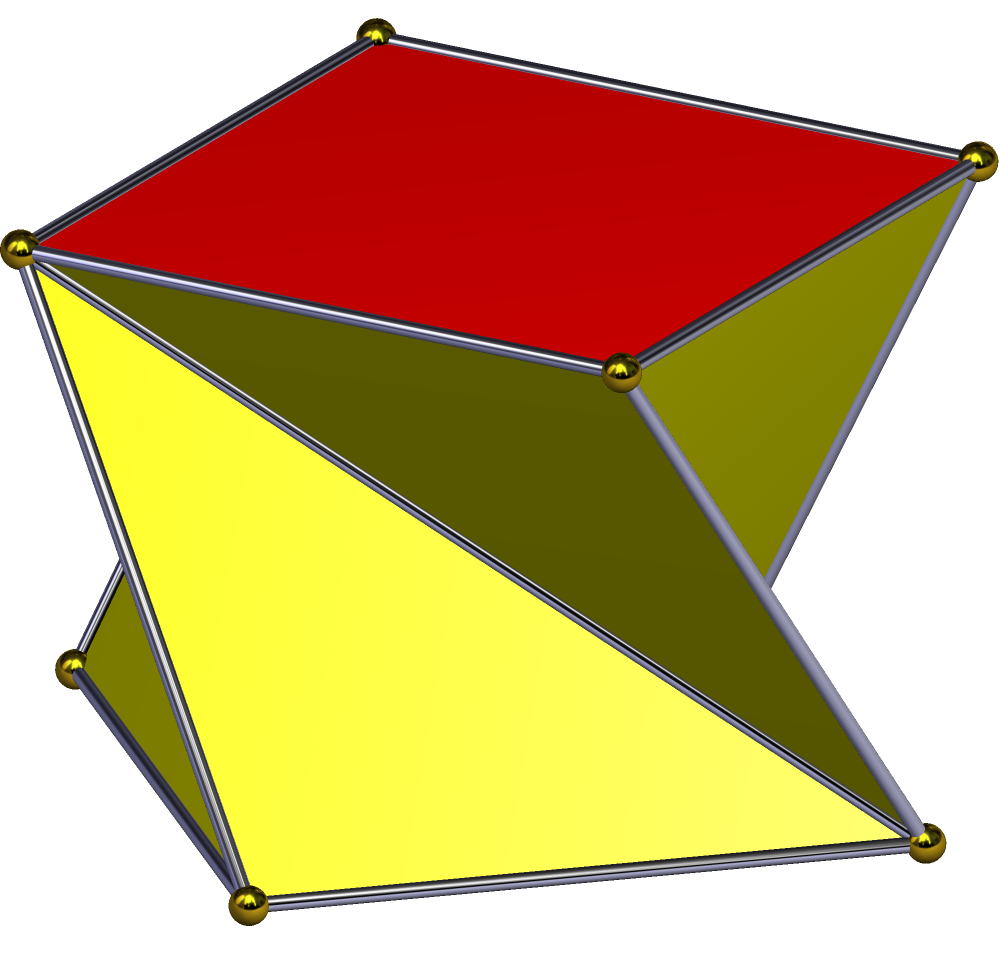

Скручена призма (за годинниковою стрілкою або проти годинникової стрілки) може мати те саме розташування вершин. Цей многогранник можна розглядати як форму, зібрану з 4 тетраедрів з вирізаними частинами. Однак після вирізання тіло не можна розбити на тетраедри без додавання нових вершин. Тіло має половину симетрій однорідного тіла: Dn, [4,2]+.

## Пов'язані многогранники

### Похідні многогранники
Скручена подовжена чотирикутна піраміда — правильногранний многогранник (J10 = М2+А4), отриманий подовженням квадратної піраміди. Так само, скручена подовжена чотирикутна біпіраміда (J17 = М2+А4+М2) є дельтаедром (многогранником, грані якого — правильні трикутники), побудованим заміною обох квадратів квадратної антипризми квадратними пірамідами.
Кирпатий двоклиноїд (J84 = М25) — інший дельтаедром, який отримують заміною двох квадратів квадратної антипризми парами рівносторонніх трикутників. Кирпату квадратну антипризму (J85 = М28) можна розглядати як квадратну антипризму, отриману вставленням ланцюжка рівносторонніх трикутників. Клинокорона (J86 = М21) і велика клинокорона (J88 = М23) — інші правильногранні многогранники, які, подібно до решти квадратних антипризм, складаються з двох квадратів і парного числа рівносторонніх трикутників.
Квадратну антипризму можна зрізати та альтернувати для утворення кирпатих антипризм:
| Антипризма | Зрізання t | Альтернування ht |
| ---------- | ---------- | ---------------- |
| · s{2,8} · | ts {2,8}   | ss {2,8}         |

### Аналогічні многогранники
Як антипризма, квадратна антипризма належить до родини многогранників, до яких входять октаедр (який можна розглядати як трикутну антипризму), п'ятикутна антипризма, шестикутна антипризма та восьмикутна антипризма.
| Многогранник     |         |         |         |         |         |         |         |         |          |          |          | ...            |         |
| Сферична мозаїка |         |         |         |         |         |         |         |         |          |          |          | Плоска мозаїка |         |
| Конфігурація     | 2.3.3.3 | 3.3.3.3 | 4.3.3.3 | 5.3.3.3 | 6.3.3.3 | 7.3.3.3 | 8.3.3.3 | 9.3.3.3 | 10.3.3.3 | 11.3.3.3 | 12.3.3.3 | ...            | ∞.3.3.3 |

Квадратна антипризма є першою в ряду кирпатих многогранників та мозаїк із вершинною фігурою 3.3.4.3.n.
| 4n2 симетрії кирпатих мозаїк: 3.3.4.3.n | 4n2 симетрії кирпатих мозаїк: 3.3.4.3.n | 4n2 симетрії кирпатих мозаїк: 3.3.4.3.n | 4n2 симетрії кирпатих мозаїк: 3.3.4.3.n | 4n2 симетрії кирпатих мозаїк: 3.3.4.3.n | 4n2 симетрії кирпатих мозаїк: 3.3.4.3.n | 4n2 симетрії кирпатих мозаїк: 3.3.4.3.n | 4n2 симетрії кирпатих мозаїк: 3.3.4.3.n | 4n2 симетрії кирпатих мозаїк: 3.3.4.3.n |
| Симметрия 4n2                           | Сферична                                | Сферична                                | Евклідова                               | Компактна гіперболічна                  | Компактна гіперболічна                  | Компактна гіперболічна                  | Компактна гіперболічна                  | Paracomp.                               |
| Симметрия 4n2                           | 242                                     | 342                                     | 442                                     | 542                                     | 642                                     | 742                                     | 842                                     | ∞42                                     |
| --------------------------------------- | --------------------------------------- | --------------------------------------- | --------------------------------------- | --------------------------------------- | --------------------------------------- | --------------------------------------- | --------------------------------------- | --------------------------------------- |
| Кирпаті мозаїки                         |                                         |                                         |                                         |                                         |                                         |                                         |                                         |                                         |
| Конфіг.                                 | 3.3.4.3.2                               | 3.3.4.3.3                               | 3.3.4.3.4                               | 3.3.4.3.5                               | 3.3.4.3.6                               | 3.3.4.3.7                               | 3.3.4.3.8                               | 3.3.4.3.∞                               |
| Гіро- мозаїки                           |                                         |                                         |                                         |                                         |                                         |                                         |                                         |                                         |
| Конфіг.                                 | V3.3.4.3.2                              | V3.3.4.3.3                              | V3.3.4.3.4                              | V3.3.4.3.5                              | V3.3.4.3.6                              | V3.3.4.3.7                              | V3.3.4.3.8                              | V3.3.4.3.∞                              |

## В архітектурі

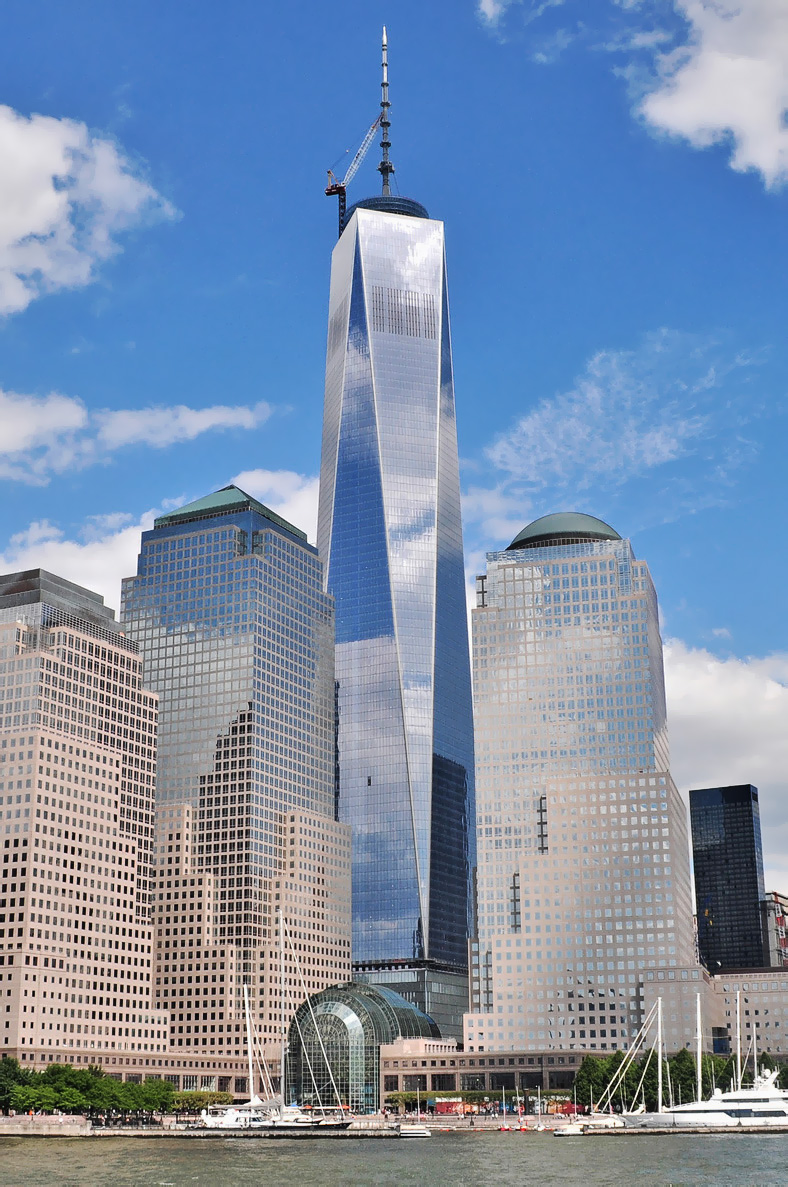
Всесвітній торговий центр 1

Головна будівля в комплексі Всесвітнього торгового центру (на місці старого Всесвітнього торгового центру, зруйнованого 11 вересня 2001) має форму дуже високої квадратної антипризми, що звужується до верху. Будівля не є справжньою антипризмою, оскільки вона звужується до верху — верхній квадрат має вдвічі меншу площу, ніж основа.